# José María Iglesias
José María Iglesias Inzáurraga (Ciudad de México, 5 de enero de 1823-Ciudad de México, 17 de diciembre de 1891), fue un jurista, escritor, historiador y político mexicano. Fue presidente de México durante un breve período en 1876, conocido como el «presidente legalista» por proclamar su derecho legal a ocupar la presidencia según los artículos 79.º y 82.º de la Constitución de 1857, esto después de la renuncia de Sebastián Lerdo de Tejada.

## Biografía

### Primeros años
Su padre fue el coronel Ad honorem y notario público Juan N. Iglesias y Castro, y su madre Mariana Inzáurraga y Carrillo; estuvo emparentado por línea materna con uno de los llamados Niños Héroes: el teniente Juan de la Barrera. Huérfano a los doce años, ingresó al Colegio de San Gregorio, con el propósito de estudiar leyes. Fue profesor de idiomas en el Colegio de San Ildefonso y catedrático del Colegio de San Gregorio en 1844. En 1845 se recibió como abogado.
En 1846, al igual que su padre, fue regidor de la Ciudad de México. Durante la Intervención estadounidense en México, se trasladó a Querétaro, donde fue nombrado en 1847, ministro letrado del Tribunal de Guerra por el presidente Pedro María Anaya. Fue además, secretario particular del jefe del Ejecutivo y auditor del Ejército de Oriente.

### Periodista y escritor
En 1848 describió los acontecimientos de la guerra en colaboración con Guillermo Prieto y Manuel Payno en la obra Apuntes para la historia de la guerra entre México y los Estados Unidos. Inconforme con los resultados del Tratado de Guadalupe Hidalgo, expresó sus críticas siendo jefe de redacción en el periódico El Siglo Diez y Nueve, colaborando también, con El Diario Oficial, El Monitor Republicano, Don Simplicio y La Chinaca.
En 1853, Antonio López de Santa Anna fue nombrado nuevamente presidente, se constituyó el período conocido como "Dictadura de Santa Anna", quien se hizo llamar Alteza Serenísima. El dictador, molesto por las críticas de los Apuntes para la historia de la guerra entre México y los Estados Unidos destituyó de los empleos públicos a los autores. José María Iglesias fue separado de su cargo y ejerció su profesión de forma independiente hasta 1855 cuando Santa Anna fue derrotado a consecuencia del Plan de Ayutla.

### Gobiernos liberales
Durante el gobierno interino de Juan N. Álvarez, colaboró con el ministro de Hacienda, Guillermo Prieto. El 25 de junio de 1856 se expidió la ley sobre la desamortización de bienes eclesiásticos, los subsecuentes ministros de Hacienda, Manuel Payno y Miguel Lerdo de Tejada, pidieron a José María Iglesias llevar a cabo la instrumentación de la ley.
Una vez promulgada la Constitución de 1857, el presidente Ignacio Comonfort designó a Iglesias ministro de Justicia, Negocios Eclesiásticos e Instrucción Pública. El 11 de abril de 1857 se decretó la ley de obvenciones parroquiales — conocida como "Ley Iglesias" — la cual prohibió el cobro de servicios religiosos, como bautizos, matrimonios e inhumaciones a los pobres quienes difícilmente podían sufragar estos gastos. Adicionalmente, Iglesias promovió la ley de sucesiones por testamento y ab-intestado, así como la ley de procedimientos en los tribunales y juzgados del Distrito y territorios federales. Hacia finales del período presidencial de Comonfort, fue nombrado ministro de Hacienda.

### Guerra de Reforma y Segunda Intervención francesa
Proclamado el Plan de Tacubaya por Félix María Zuloaga, se desconoció la Constitución de 1857. Comonfort se adhirió a este, pero su cargo presidencial fue arrebatado por el propio Zuloaga y se inició la Guerra de Reforma. Benito Juárez era el presidente de la Suprema Corte de Justicia, conforme a lo marcado por la Constitución, a la cual defendió, y asumió la presidencia legítima del gobierno. Iglesias se pronunció fiel a la carta magna y a Juárez. Durante el golpe a la Constitución, Iglesias trabajaba como magistrado de la Suprema Corte de Justicia, como no reconoció el gobierno de los conservadores que se había establecido en la capital, optó por dedicarse al periodismo liberal de manera anónima.
El 25 de diciembre de 1860, las fuerzas liberales comandadas por el general Jesús González Ortega habían triunfado y llegaron a la capital de la República. Iglesias fue nombrado administrador general de rentas. El 20 de enero de 1861, Guillermo Prieto ministro de Hacienda del gobierno de Juárez, nombró a Iglesias su Oficial Mayor, el cual desempeñó hasta mayo de 1863. Durante la Segunda Intervención Francesa en México, el gobierno de Juárez tuvo que salir de la capital en 1863. Iglesias acompañó al gobierno republicano por San Luis Potosí, Nuevo León, Coahuila, y Chihuahua desempeñando como ministro de Hacienda hasta 1867.

### Gobierno de Juárez y gobierno de Lerdo de Tejada

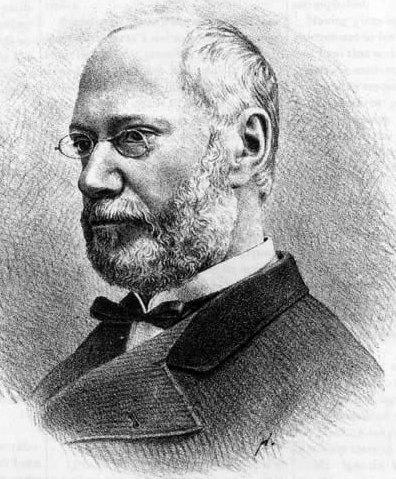
José María Iglesias

Tras la victoria de los liberales y la restauración de la república, en 1867, el presidente Juárez ratificó a Iglesias como ministro de Hacienda. A principios de 1868 Iglesias ejerció la carrera parlamentaria en la Cámara de Diputados, en septiembre del mismo año Juárez lo nombró ministro de Gobernación y a principios de 1869 ministro de Justicia e Instrucción Pública.
En 1871 Juárez fue reelecto, e Iglesias decidió volver a su antiguo empleo como administrador de rentas hasta el año de 1873. Sin embargo, Juárez murió el 18 de julio de 1872 y tras unas nuevas elecciones Sebastián Lerdo de Tejada fue elegido nuevo presidente. Al año siguiente, Iglesias contendió como candidato para ejercer la presidencia de la Suprema Corte de Justicia de la Nación, venciendo a los candidatos Vicente Riva Palacio y Porfirio Díaz. Durante su gestión redactó un opúsculo titulado Estudio constitucional sobre facultades de la Corte de Justicia, cuyos enunciados encontraron fuerte oposición por parte del poder Ejecutivo. Una ley para contrarrestar a la Corte, fue promovida y promulgada en mayo de 1875 y fue protestada enérgicamente por Iglesias. Lerdo de Tejada, ejercía la jefatura del poder Ejecutivo y había logrado obtener una gran injerencia en el poder Legislativo.

### Reelección de Lerdo de Tejada, interinato y Revolución de Tuxtepec
Los resultados de los comicios presidenciales de 1876 favorecieron la reelección de Sebastián Lerdo de Tejada. Pero el proceso quedó bajo fuertes sospechas de fraude electoral, Iglesias los calificó como un "auténtico golpe de Estado" y desconoció públicamente a Lerdo de Tejada como Presidente reelecto, según José María Iglesias, las elecciones no eran válidas, así que él se autonombró presidente interino de la República. Después de la renuncia de Lerdo de Tejada a la Presidencia, Porfirio Díaz toma el poder. En octubre se trasladó a Toluca, y de ahí se dirigió a Salamanca donde contactó al gobernador Florencio Antillón quien le brindó su apoyo. Iglesias proclamó su derecho constitucional a ocupar la jefatura del Ejecutivo, de acuerdo a los artículos 79 y 82 de la Carta Magna los cuales establecían que en el caso de faltas temporales o absolutas del presidente de la República, correspondería al presidente de la Suprema Corte sustituirlo. Los gobernadores de los estados de Guanajuato, Querétaro, Colima, Guerrero, Zacatecas, San Luis Potosí, Jalisco, Sinaloa y Sonora apoyaron a Iglesias.
El 26 de octubre de 1876, el Congreso de la Unión cuyos integrantes simpatizaban con Lerdo de Tejada, expidió el decreto reeleccionista. Desde Salamanca, Iglesias consideró este hecho como "el mayor ultraje a la soberanía popular". Porfirio Díaz había proclamado desde enero el Plan de Tuxtepec con el fin de derrocar a Lerdo de Tejada, al ver las acciones de Iglesias intentó pactar con él mediante un acuerdo conocido como el "Convenio de Acatlán".
Iglesias rechazó las propuestas de Díaz, pues éstas consistían en tomar el poder por la fuerza desconociendo a los tres poderes federales del gobierno. Por el contrario, redactó el Plan de Salamanca, cuyo objetivo además de establecer un plan de gobierno provisional, era convocar a elecciones, comprometiéndose a no participar como candidato en la contienda, señalando así mismo que no tenía ningún interés personal en continuar en el cargo.

"Sobre la Constitución, nada: ¡Nadie sobre la Constitución!"'

"Todo lo que sea separarme de la Constitución de 1857 será rechazado por mí que soy el representante de la legalidad"'
José María Iglesias.

Durante los acontecimientos Revolución de Tuxtepec, Iglesias fue perseguido por las fuerzas de Díaz, y se vio obligado a replegarse a Mazatlán, lugar donde se embarcó hacia los Estados Unidos, residió en San Francisco y Nueva Orleans.

### Exilio, regreso a México y muerte

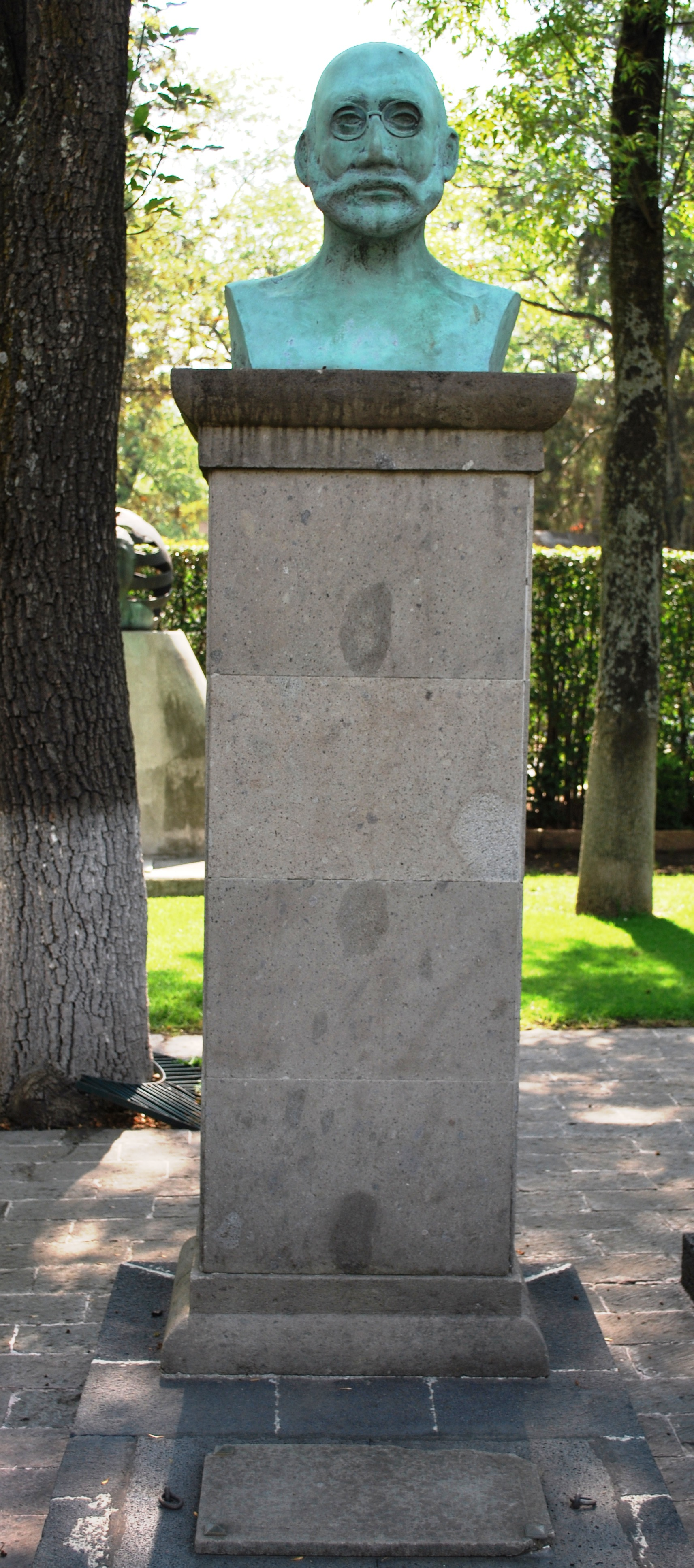
Sepulcro de Iglesias en la Rotonda de las Personas Ilustres (México).

Por el contrario a Lerdo de Tejada que se exilió en Nueva York por el resto de su vida, Iglesias decidió regresar a México a finales de 1877, recibió propuestas para unirse al gabinete de Díaz, pero las rechazó.
Retirado de las actividades políticas, murió en el barrio de Tacubaya, al poniente de la Ciudad de México el día 17 de diciembre de 1891. Los periódicos ultra liberales anunciaron su muerte, pero Díaz y su gobierno procuraron que su figura fuera olvidada. En 1987 el presidente Miguel de la Madrid Hurtado decretó el traslado de los restos mortales de José María Iglesias a la Rotonda de las Personas Ilustres.

## Obras
- Acayucan en 1831
- Apuntes para la historia de la guerra entre México y los Estados Unidos (1848) en colaboración con Manuel Payno y Guillermo Prieto
- Discusión en el cuerpo legislativo francés sobre los asuntos de México (1863)
- Revistas históricas sobre la intervención francesa en México (1867)
- Alegato presentado á la Suprema Corte de Justicia de la nación en el negocio de amparo promovido por varios comerciantes de Zacatecas contra la ley de hacienda de ese estado que grava la extracción de moneda (1873)
- Autobiografía del Sr. Lic. D. José M. Iglesias (1893) publicación póstuma
- La cuestión presidencial en 1876 (1892) publicación póstuma
- Estudio constitucional sobre facultades de la Suprema Corte de Justicia